# Fatima Saadi
Pour les articles homonymes, voir Saadi (homonymie).
Fatima Saadi (en arabe : فاطمة سعدي) est une femme politique marocaine. 
Elle a été élue députée dans la liste nationale, lors des élections législatives marocaines de 2016 avec le Parti authenticité et modernité. Elle fait partie du groupe parlementaire du même parti, et elle est membre de la Commission de l'enseignement, de la culture et de la communication.